# Tensta centrum

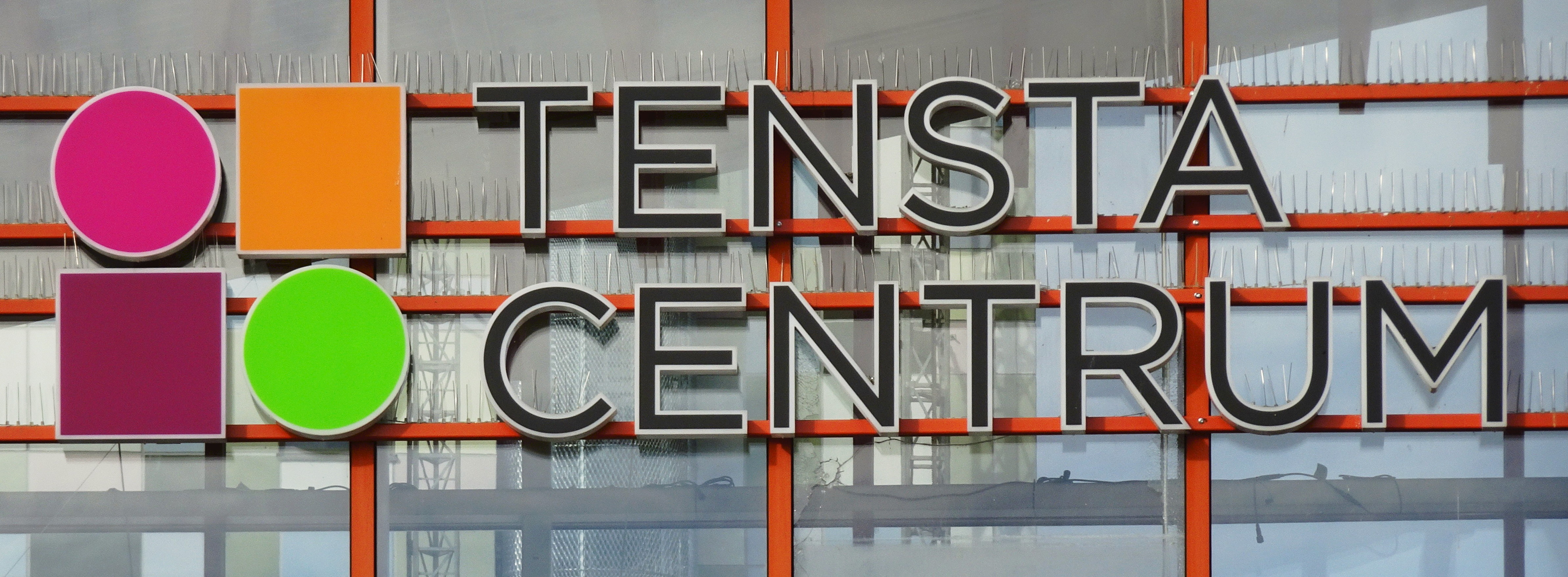
Tensta centrum.

Tensta centrum är ett köpcentrum beläget i stadsdelen Tensta i Västerort inom Stockholms kommun. Anläggningen invigdes till julhandeln 1969 och har sedan dess genomgått flera förändringar.

## Historik

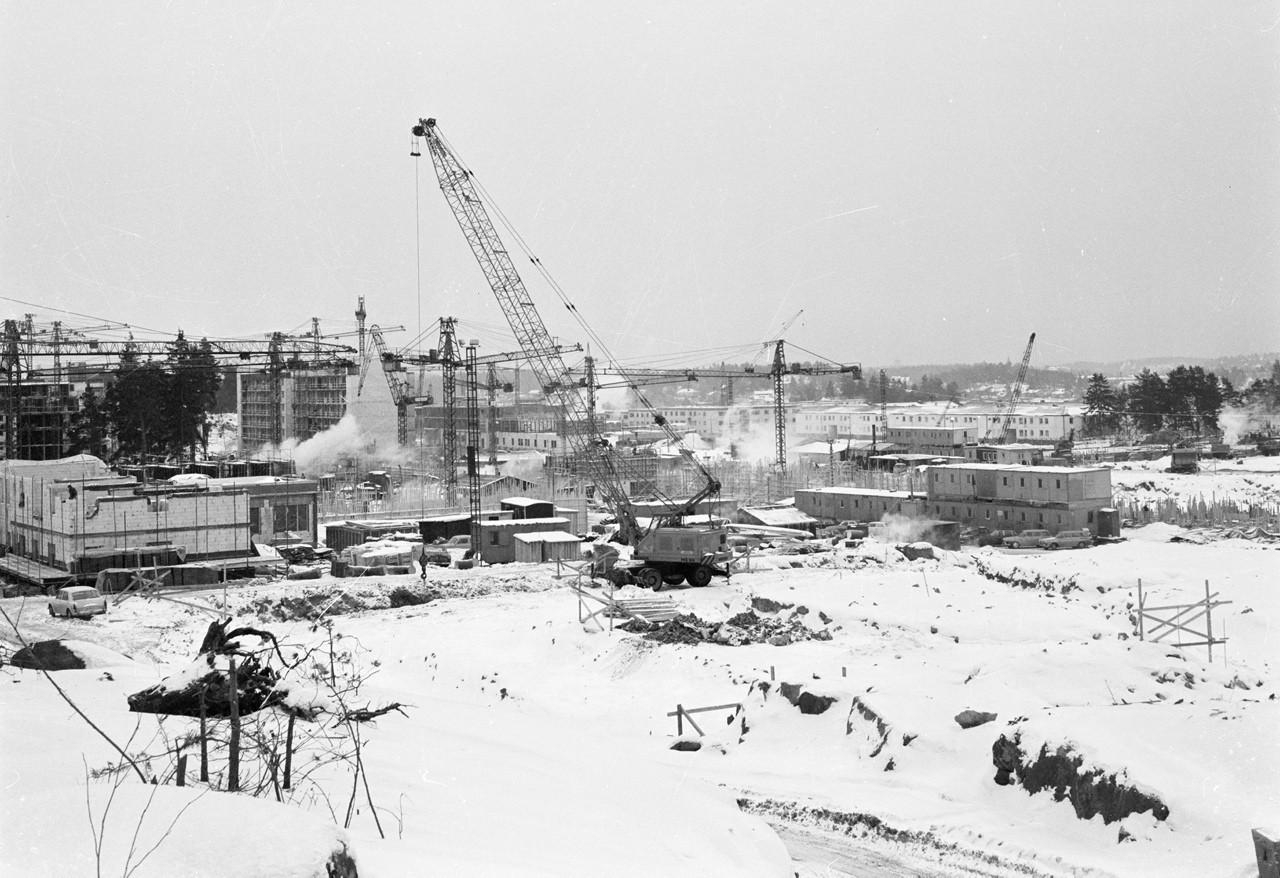
Byggarbeten 1969.

Centrumanläggningen i Tensta byggdes utmed en bilfri gågata, Tenstagången, och invigdes till julhandeln 1969. Anläggningen var efterlängtad av de boende som innan dess fick nöja sig under flera år med provisoriska butiker i baracker.
Byggherre var Svenska Bostäder. Norra sidan utgjordes i huvudsak av bostadshus och vid södra sidan uppfördes låga hus för att få in maximalt med solljus över torget. Här placerades tunnelbaneuppgångar och butiker. Förutom matvaruaffärer fanns det vanliga utbudet som apotek, bank, järnhandel, sportaffär, klädaffär, frisersalong och postkontor. Kommunal service som försäkringskassa, bibliotek och ungdomsgård öppnade i särskilda byggnader. 
Tenstagången mellan norra och södra bebyggelsen utformades som ett avlångt torg med planterade lövträd, flera spegeldammar och två runda bronsfontäner. Parkbänkar, planteringsurnor och höga ”ljusträd” avrundade miljön. Ljusträd kallades de speciellt formgivna belysningsstolparna. Under Tensta centrum lades Tenstas tunnelbanestation som dock öppnade först den 31 augusti 1975.
Den största förändringen av Tensta centrum skedde i slutet av 1980-talet då de tre butiksbyggnader vid Tenstagångens södra sida byggdes samman med höga glastak. På detta vis skapade man en klimatskyddad inomhusgalleria i stil med Skärholmens centrum som glasades in 1984. Samtidigt försvann dock den tidigare öppenheten och kontakten mellan centrumanläggningens olika delar.

## Centrumanläggningen idag
Trädplanteringen på torget från 1970 finns fortfarande kvar likaså torgets fontän och beläggning med betongplattor som bildar ett blommönster. Tensta centrum erbjuder idag ett 30-tal butiker och sex restauranger. Centrumanläggningen ägs 2017 av FastPartner Tensta AB. Otrygghet av både boende och handlare har lett till att flera handlare vill lämna Tensta centrum. I centrumets västra del restes 2016–2017 ett nytt utropstecken i form av ett 18 våningar högt bostadshus med 240 nya studentbostäder.

## Bilder

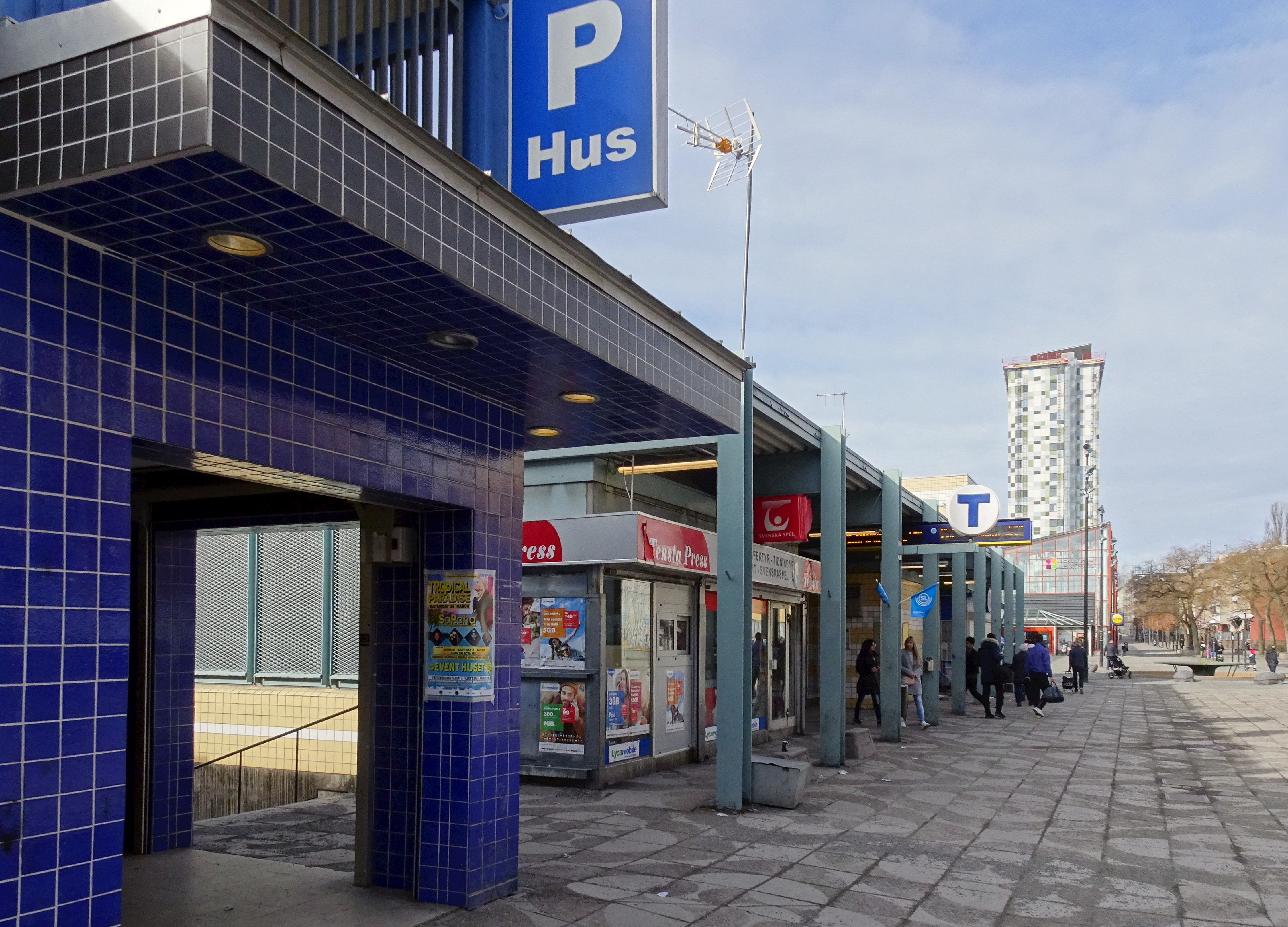
Ingång till P-hus och tunnelbanan.
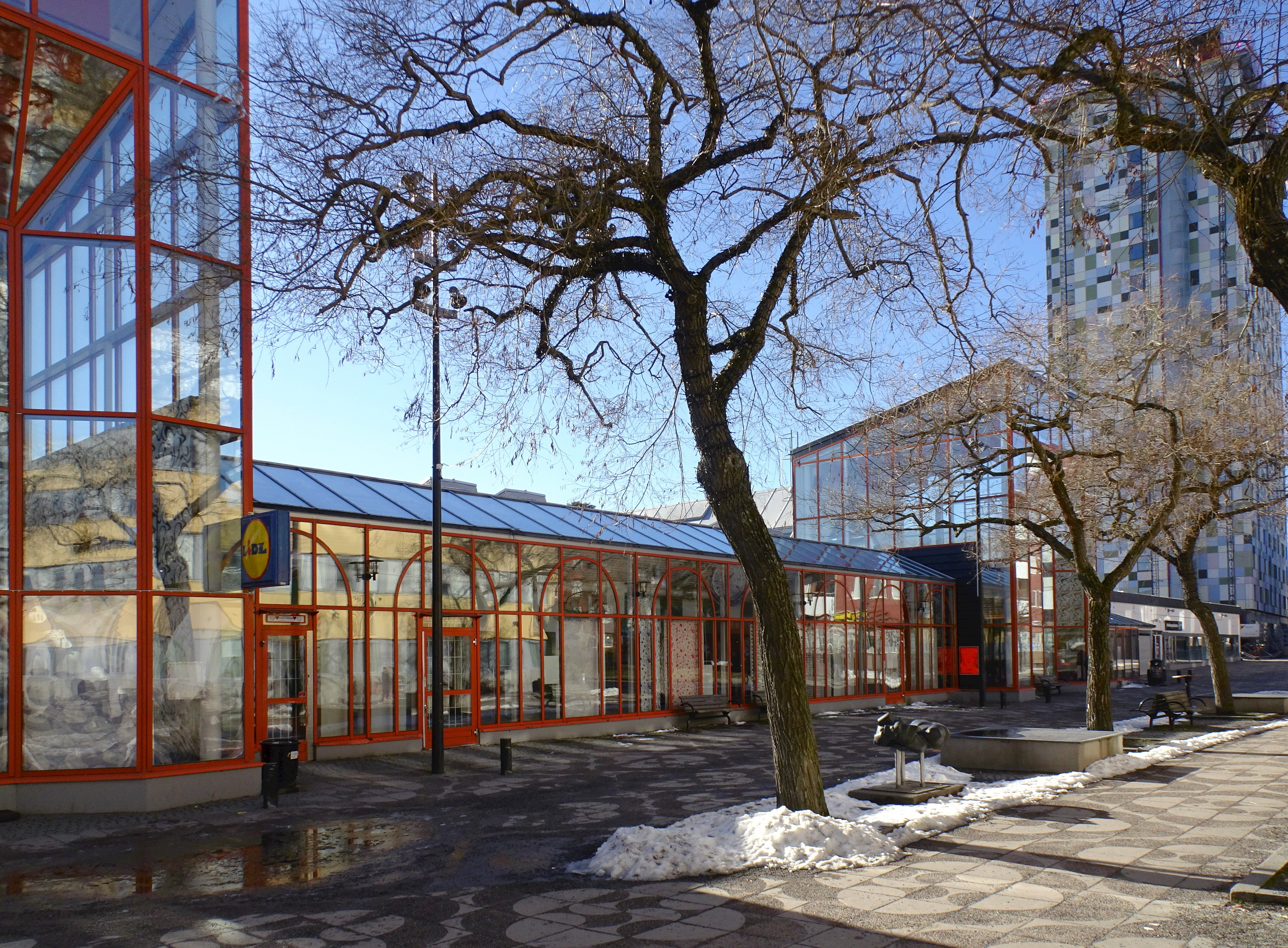
Tenstagången och centrum.
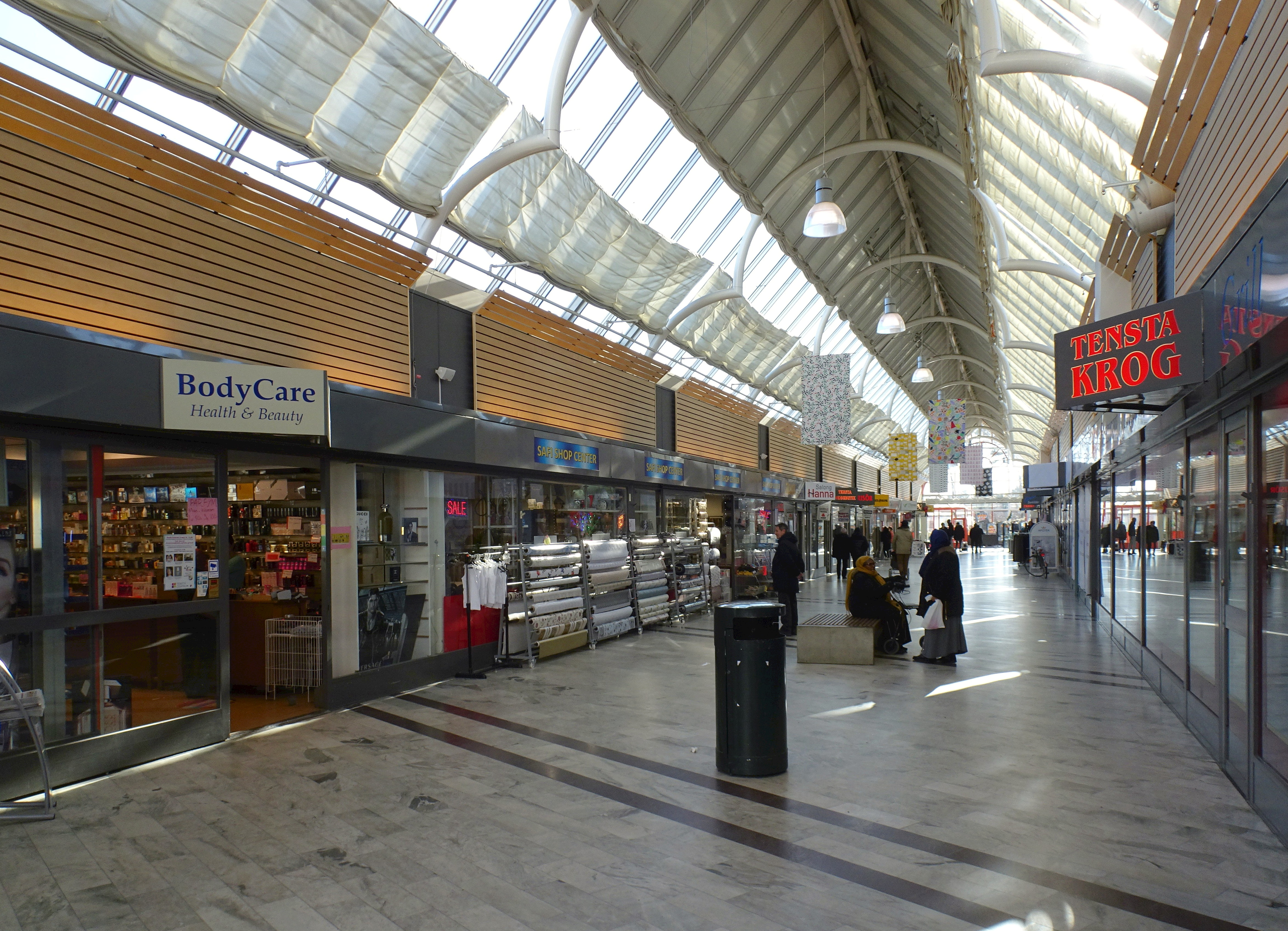
Interiör.
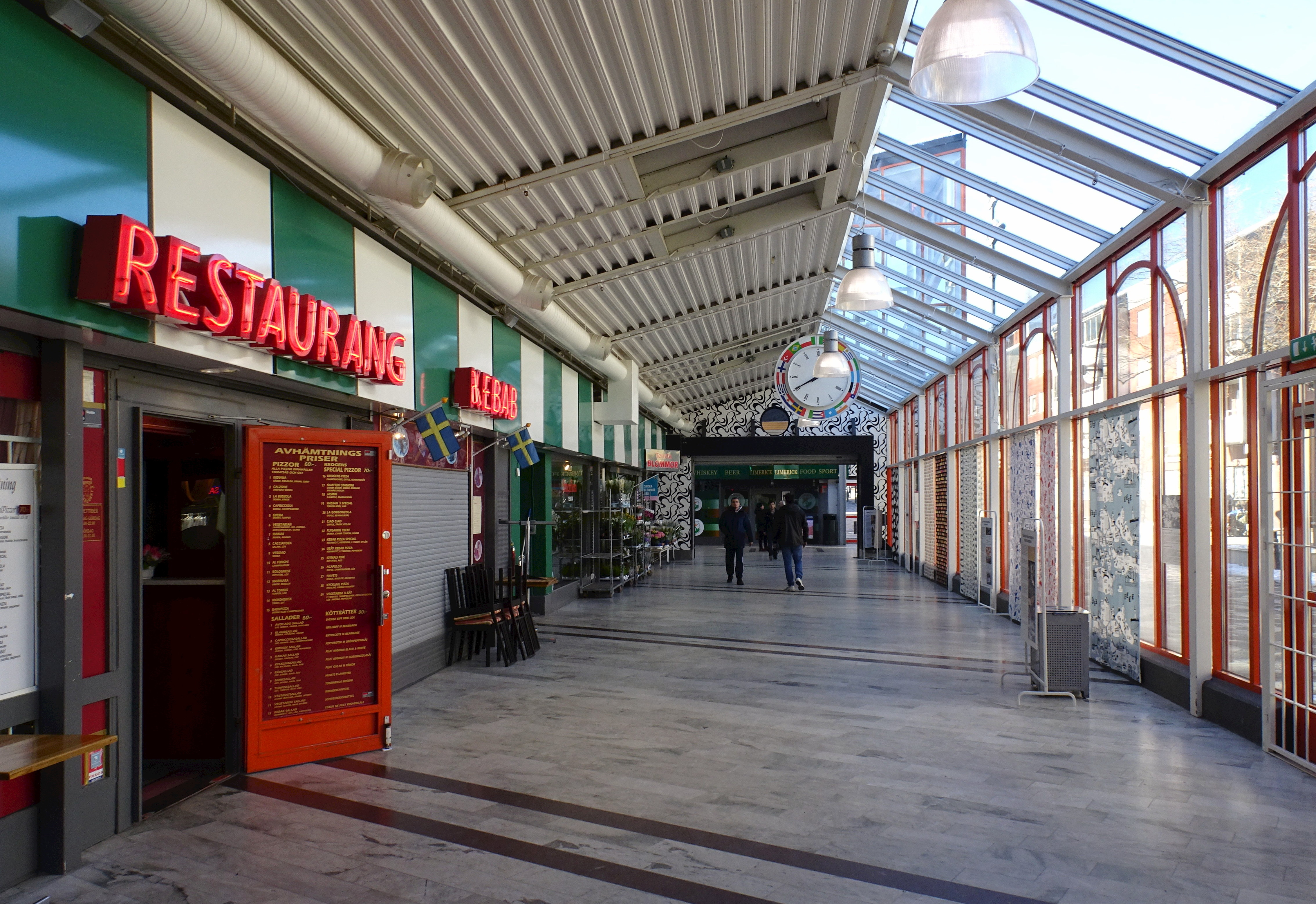
Interiör.
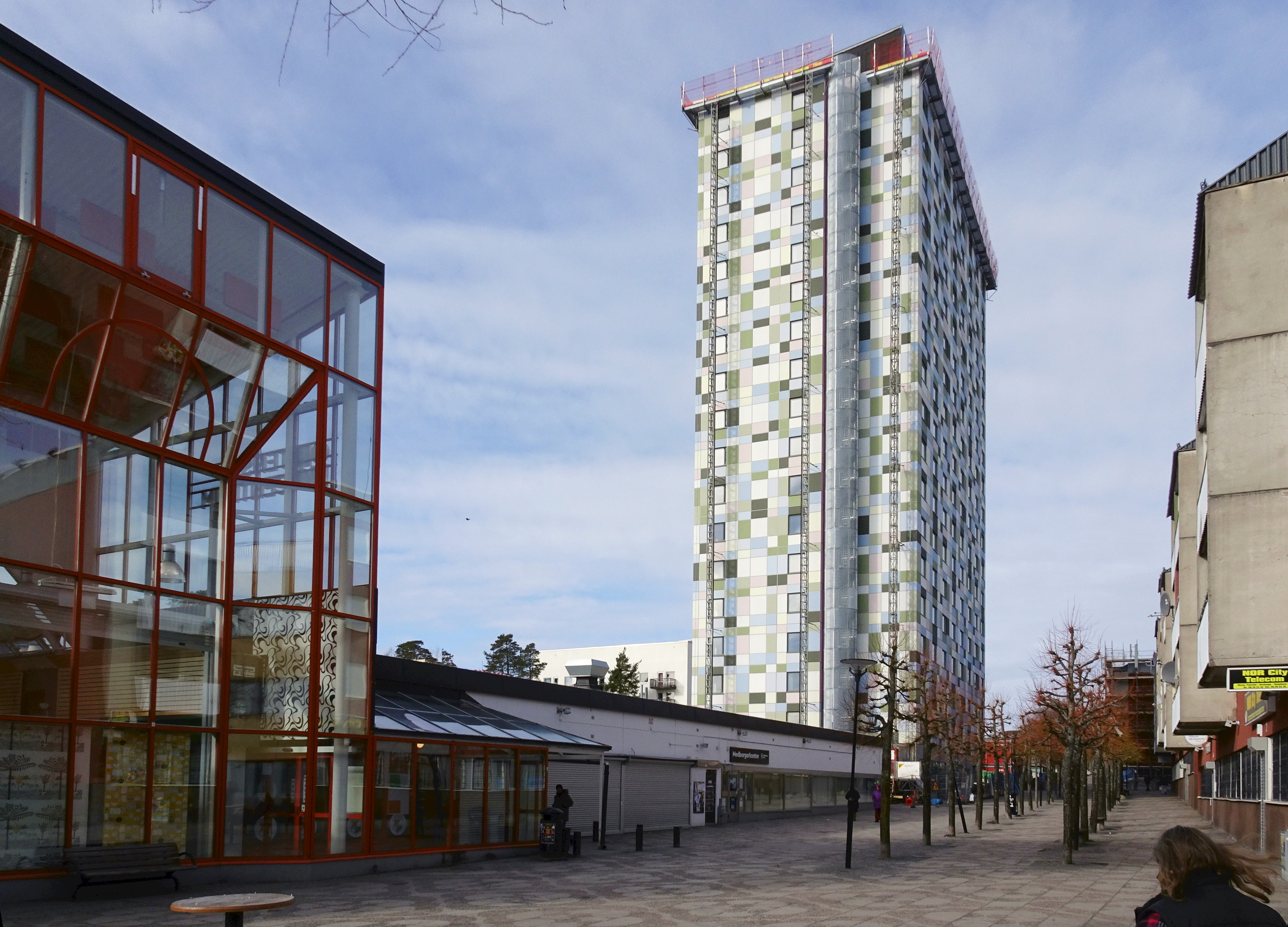
Nya höghuset.